# Søren Abildgaard
Søren Pedersen Abildgaard, född den 18 februari 1718 i Flekkefjord, död den 2 juli 1791 i Köpenhamn, var en dansk-norsk tecknare och målare. Han var far till Peter Christian och Nicolai Abildgaard.
Abildgaard reste 1753 på uppdrag till Sverige och övriga länder runt Östersjön för att teckna av de danska monument han kunde hitta. Resultatet blev ett tiotal teckningar från Lund ett 25-tal från Gotland samt närmare 50 stycken från Vadstena, samtliga idag förvarade vid Nationalmuseet i Köpenhamn. Teckningarnas noggranna återgivning av de platser Abildgaard besökte har givit dem ett betydande kulturhistoriskt värde.